# Gai Servili Estructe Ahala (cònsol 478 aC)
Gai Servili Estructe Ahala I (Caius Servilius Structus Ahala) va ser cònsol de Roma l'any 478 aC i va morir mentre exercia el càrrec. Se l'esmenta als llibres dels Fasti.